# (5161) Wightman
(5161) Wightman es un asteroide perteneciente al cinturón de asteroides, descubierto el 9 de octubre de 1980 por Carolyn Shoemaker desde el Observatorio del Monte Palomar, Estados Unidos.

## Designación y nombre
Designado provisionalmente como 1980 TX3. Fue nombrado Wightman en honor al profesor estadounidense Kingsley W. Wightman, querido y respetado profesor de astronomía, inspiró a generaciones de estudiantes, profesores y público en general en el Centro de Ciencia Chabot del Espacio en Oakland (California). Desarrolló su trabajo como director del Centro entre los años 1976 a 1986.

## Características orbitales
Wightman está situado a una distancia media del Sol de 2,849 ua, pudiendo alejarse hasta 3,077 ua y acercarse hasta 2,620 ua. Su excentricidad es 0,080 y la inclinación orbital 1,516 grados. Emplea 1756,46 días en completar una órbita alrededor del Sol.
El próximo acercamiento a la órbita terrestre se producirá el 9 de julio de 2121.

## Características físicas
La magnitud absoluta de Wightman es 12,7. Tiene 8 km de diámetro y su albedo se estima en 0,277.